# 内田保憲
内田 保憲（うちだ やすのり）は、日本の映像作家・脚本家・構成作家。長野県長野市出身、早稲田大学政治経済学部経済学科卒業（駿台予備学校 私文1）。

## 経歴
音楽番組・バラエティ番組・ドラマ等を中心にテレビ番組の演出・構成・脚本、さらにアイドルから海外アーティストまでミュージックビデオや企業広告映像等の監督をするなど多岐にわたる映像作品を手がける。また、CG作品も制作・演出する映像クリエイター。ゲームソフトのキャラクター「トロ」や広末涼子、小西真奈美等が出演する長編作品『トロと旅する THE MOVIE』を脚本・監督。大学時代に某有名アイドルやアーティストのバックバンドでギターを担当、ライブやレコーディングに参加。ドリアン助川率いる「叫ぶ詩人の会」初代ギタリスト。洋楽にも通じていることから洋楽コンピレーションアルバムの選曲も行っている。
ハリウッド、ボリウッド制作のCMなどを手がけてからは、作家性の強いアート作品が主流となっている。TV、CMの他にもデジタルアートなどの分野にも多くの作品を発表、表現の場を広げている。

## 業界用語
今では、当たり前のようにテレビ、CM、WEB等の業界で使用されている「箸上げ」「〜に引っ張られる」他というワードは、内田が最初に撮影時に使用していたと当時の独立系カメラマンたちが語っている。
「箸上げ」
料理番組等で料理のシズル感を出すため、具材を箸で持ち上げるところを撮影すること。２０年ほど前に情報番組のロケ時に初出。
「〜に引っ張られる」
感情・行動・動作がある事象の方向に（意図せず）向かっていくこと。２５年ほど前に音楽番組のスタジオ撮影時にカメラマンに指示したのが初出。
「ご自身のタイミングで〜」
なぜか、出役がこのフレーズを使っていることが頻繁にあるが、そもそも、某国営放送専属のMAミキサーによるとアフレコ・アテレコ・ナレーション収録において、内田監督がよく使用しており、初出はこのクリエイターではないかと証言。

## 監督作品
- トロと旅するTHE MOVIE（製作　フジテレビ）

### TVバラエティ・音楽
- 「僕らの青春ソング100」（テレビ東京）
- 「知的食道楽」（フジテレビ）
- 「トロと旅する」（フジテレビ）
- 「音楽空間アンモナイト」（テレビ東京）
- 「対決！マイベストテン」（テレビ東京）
- 「BEAT BANG」（テレビ東京）
- 「80年代 J-POPヒットパレード」（テレビ朝日）
- 「プレステージ」（テレビ朝日）
- 「マグニチュード１０」（テレビ朝日）
- 「巨泉のジャズスタジオ」（NHK）ほか

### TVドキュメンタリー
- 「パナソニックプレゼンツ　小学生ロープジャンプEX世界大会への道」（フジテレビ）
- 「プレミアム10　小椋佳・63歳のメッセージ」（NHK)
- 「松任谷由実選集五七五」（フジテレビ）
- 「めざましテレビ ガクナビ」（フジテレビ）
- 「世界ロマン紀行 大海原を渡った古代日本人」（BS-TBS）ほか

### CM
- グリコ「ポッキー」ほか

### ミュージック・ビデオ
- 「SHOUT AT THE DEVIL」　モトリー・クルー
- 「この愛に死んでも」　五木ひろし
- 「ブルドッグ」　城咲仁
- 「ココロツタエ」　夏川りみ
- 「夢」和田アキ子
- 荻野目慶子
- ハロープロジェクト（モーニング娘。）　ほか多数

### CD
- 「トロと旅する　ポップスコレクション」（ワーナーミュージックジャパン）
- 「トロと旅する　ポップスコレクション2」（ワーナーミュージックジャパン）
- 「トロと旅する　ラブソングコレクション」（ワーナーミュージックジャパン）
- 「めざましテレビ　ガクナビ　青盤」（ソニーミュージック）
- 「めざましテレビ　ガクナビ　春盤」（ポニーキャニオン）

## 書籍
- 松任谷由実選集五七五（フジテレビ出版）
- 松任谷由実選集五七五　第2集（文春ネスコ）

## ”ギタリストでは、やはり食っていけない”エピソード
本人が、飲み会で「叫ぶ詩人の会」黎明期の幻のライブを語っている。
結成当初、池袋でライブをすることになった。
日本のパンクのカリスマ的遠藤ミチロウと共演、
今で言う対バンすることになった。
（このライブは、テレビ朝日の深夜に放送されている）
セトリのなかには、パンク定番の「仰げば尊し」もあり、
コラボ・パフォーマンスしている。
強烈に覚えているのは、
出番前、居場所がなくて冬の寒空の下
外階段で、直前までチューニングしながら待機していた。
そして、本番に突入したのだが、
緊張とメンバーの高ぶり、ライブスタッフのプレッシャーなどで
ステージに出た際に、あらためて、チューニングをせずに
いきなり演奏にはいってしまった。
ライブ会場は、暖房と照明でライブスペースと外気の温度差が格段にあり
一気にチューニングが崩れて、イントロのアルペジオが大変なことになってしまっていた。
まったく、恥ずかしいのと、メンバーへの申し訳なさと自己嫌悪とテクニック不足で、
これを機にギタリストは心から、あきらめた、という・・・